# ジョン・グッドイヴ＝アースキン (第28代マー伯爵)
第28代マー伯爵ジョン・フランシス・ハミルトン・シンクレア・カンリフ・ブルックス・フォーブズ・グッドイヴ＝アースキン（英語: John Francis Hamilton Sinclair Cunliffe Brooks Forbes Goodeve-Erskine, 28th Earl of Mar、1868年2月27日 – 1932年9月29日）は、スコットランド貴族。

## 生涯
第27代マー伯爵ジョン・フランシス・アースキン・グッドイヴ＝アースキンとアリス・メアリー・シンクレア・ハミルトン（Alice Mary Sinclair Hamilton、1924年6月6日没、ジョン・ハミルトンの娘）の息子として、1868年2月27日にボーンマスで生まれた。イートン・カレッジで教育を受けた後、1886年10月9日にケンブリッジ大学モードリン・カレッジに入学した。
1903年9月15日、シビル・メイ・ドミニカ・ヒースコート（Sibyl May Dominica Heathcote、1878年6月11日 – 1958年7月20日、ロバート・ヒースコートの娘）と結婚した。
1930年6月17日に父が死去すると、マー伯爵の爵位を継承した。
1932年9月29日に死去、伯母フランシス・ジェマイマ（Frances Jemima、1831年 – 1887年）の息子チャールズ・ウォルター・ヤング（Charles Walter Young、1862年 – 1898年）の息子ライオネル・ウォルター・ヤングが爵位を継承した。